# Persatuan Sepakbola Indonesia Surakarta Solo Football Club
Il Persatuan Sepakbola Indonesia Surakarta Solo Football Club, meglio noto come Persis Solo, è una società di calcio indonesiana, con sede a Surakarta.

## Storia
Il Persis Solo venne fondato nel 1923, quando l'Indonesia era ancora colonia olandese con il nome di Indie Orientali Olandesi, con il nome di Vorstenlandsche Voetbal Bond (VVB). La società assunse l'attuale denominazione nel 1935.
Il Persis Solo ha vinto sette edizioni del Perserikatan, tutte prima dell'indipendenza del paese.
Il 4 dicembre 2012 morì per un'infezione da cytomegalovirus Diego Mendieta, ex-calciatore del Persis Solo, che rimasto svincolato dal giugno dello stesso anno dalla squadra viveva in ristrettezze economiche a Surakarta in attesa che la sua vecchia squadra lo liquidasse degli stipendi arretrati, pari a 12.500 dollari. Tale evento è stato definito dalla FIFPro una "disgrazia per il calcio", che ne ha fatto il simbolo della pessima situazione del calcio indonesiano.

## Palmarès

### Competizioni nazionali
- Perserikatan: 7

1935, 1936, 1939, 1940, 1941, 1942, 1943